# Esclavas del crimen
Esclavas del Crimen è un film del 1986 diretto da Jesús Franco sotto lo pseudonimo di James Lee Johnson.
Per il soggetto Franco attinse liberamente all'opera di Sax Rohmer, mischiando le sue due creazioni più famose. La protagonista è infatti la figlia del defunto dottor Fu Manchu, ma la sua organizzazione criminale tutta al femminile, volta alla conquista del mondo, ne fa al tempo stesso una nuova Sumuru.